# Nucleariida
Nucleariida é uma ordem de organismos amebóides heterotróficos com pseudópodes filamentosos. São encontrados principalmente na água doce e no solo. O grupo pertence ao clado Opisthokonta, que também inclui os animais, fungos e vários pequenos agrupamentos. Anteriormente, era classificado na classe Cristidiscoidea, do filo Choanozoa, entretanto, alguns estudos colocaram a ordem Nucleariida como grupo-irmão do reino Fungi.

## Classificação
- Família Nucleariidae Cann & Page, 1979
  - Nuclearia Cienkowski, 1865
  -  ?Pinaciophora Greeff, 1873
  - Vampyrellidium Zopf, 1885
- Família Pompholyxophryidae Page, 1987 
  - Pompholyxophrys Archer, 1869
  - Rabdiophrys Rainer, 1968